# Đầu sóng ngọn gió
Đầu sóng ngọn gió là một bộ phim tài liệu về cuộc sống trong chiến tranh Việt Nam do Nghệ sĩ nhân dân Nguyễn Ngọc Quỳnh đạo diễn. Bộ phim được sản xuất bởi Xưởng phim Thời sự Tài liệu Việt Nam và ra mắt vào năm 1967.

## Nội dung
Đây là một bộ phim tài liệu đen trắng lấy bối cảnh một hòn đảo ngoài khơi Vịnh Bắc Bộ trong những năm Chiến tranh Việt Nam. Bộ phim nói về cuộc sống, chiến đấu và nghề chài lưới của ngư dân Việt Nam. Với những vũ khí thô sơ, họ hằng ngày phải chiến đấu với cướp biển và máy bay quân đội Hoa Kỳ đánh phá để gìn giữ sinh hoạt thường ngày.

## Sản xuất và công chiếu
Những năm 1966–1967 là giai đoạn bom đạn của quân đội Hoa Kỳ liên tục dội lên miền Bắc Việt Nam. Đặc biệt là các vùng ven biển, hải đảo là những nơi gánh chịu khốc liệt nhất. Người dân những khu vực này không chỉ phải chống chọi với sự khắc nghiệt của thiên nhiên mà còn phải chống trả sự tàn phá của bom đạn. Đạo diễn Nguyễn Ngọc Quỳnh và nhà quay phim Kiều Thẩm đã bỏ 9 tháng sống dưới làn đạn cùng với người dân địa phương để cho ra đời những thước phim chân thực nhất về cuộc chiến tại khu vực biển đảo Việt Nam. Bộ phim được thực hiện từ năm 1966 và ra mắt vào năm 1967.
Ngày 31 tháng 5 năm 2014, để kỷ niệm Ngày phim tài liệu với biển đảo Việt Nam, 5 bộ phim tài liệu tiêu biểu của Hãng phim Tài liệu và Khoa học Trung ương đã được trình chiếu, trong đó có Đầu sóng ngọn gió.

## Đánh giá và đón nhận
Nếu Nước về Bắc Hưng Hải đánh dấu cột mốc trong việc đưa đề tài lao động trong thời kỳ hòa bình lên màn ảnh phim tài liệu, thì Đầu sóng ngọn gió được xem là bộ phim mở ra cột mốc mới đánh dấu bước tiến dài của điện ảnh tài liệu chiến tranh Việt Nam. Bộ phim đã cho thấy sự phát triển trên nhiều phương diện của nền điện ảnh làm phim tài liệu chiến tranh Việt Nam bao gồm đạo diễn, biên kịch, quay phim, âm nhạc, dựng phim. Một nhà điện ảnh Liên Xô đã nhận xét: "Không thể không xúc động và tự hào về nhân dân Việt Nam khi xem bộ phim của nước Việt Nam Dân chủ Cộng hòa. Đầu sóng ngọn gió đã kể lại chân thực cuộc sống của những người dân chài bình thường. Nhiều cảnh được quay trong điều kiện hết sức khó khăn, đã ghi lại những tội ác tày trời của giặc Mỹ xâm lược. Không ai có thể quên và tha thứ được cho những tội ác của chúng... Trong phim còn toát lên lòng nhiệt tình hăng say lao động của nhân dân Việt Nam. Sự cảm hóa chính là ở đó."
Bộ phim sau khi lên sóng vào năm 1967 đã nhận được Huy chương vàng tại Liên hoan phim quốc tế Moskva. Đến năm 1970, bộ phim tiếp tục nhận được Bông sen vàng cho phim tài liệu tại Liên hoan phim Việt Nam lần thứ 1. Đây được xem là một trong những bộ phim tiêu biểu của nền điện ảnh Việt Nam về đề tài biển đảo, là bộ phim tài liệu khẳng định "cột mốc chủ quyền" trên biển của Việt Nam.

## Giải thưởng
| Năm  | Lễ trao giải                            | Hạng mục      | Kết quả         | Nguồn         |
| ---- | --------------------------------------- | ------------- | --------------- | ------------- |
| 1967 | Liên hoan phim quốc tế Moskva lần thứ 5 | Phim tài liệu | Huy chương vàng | [ 14 ] [ 15 ] |
| 1970 | Liên hoan phim Việt Nam lần thứ 1       | Phim tài liệu | Bông sen vàng   | [ 9 ] [ 16 ]  |